# Emo (Irlandia)
Emo (irl. Ioma) – wieś w hrabstwie Laois w Irlandii. Położona jest niedaleko Portlaoise przy drodze R422 tuż przy autostradzie M7 na linii Dublin–Limerick. Liczba ludności: 245 (2011).

## Zabytki
Neogotycki katolicki kościół, w którym znajduje się marmurowy sarkofag hrabiny Portarlington Aline, z jej podobizną dłuta austriackiego rzeźbiarza Josepha Edgara Boehma (1834–1890).
Neoklasycystyczny dwór w Emo (ang. Emo Court) – wiejska rezydencja (ang. country house, mansion) zbudowana dla Johna Dawsona (1744–1798), pierwszego earla (hrabiego) Portarlington w roku 1790 przez Jamesa Gandona, architekta znanego w Irlandii z projektów takich dublińskich budynków jak Four Courts, Custom House czy King's Inns.

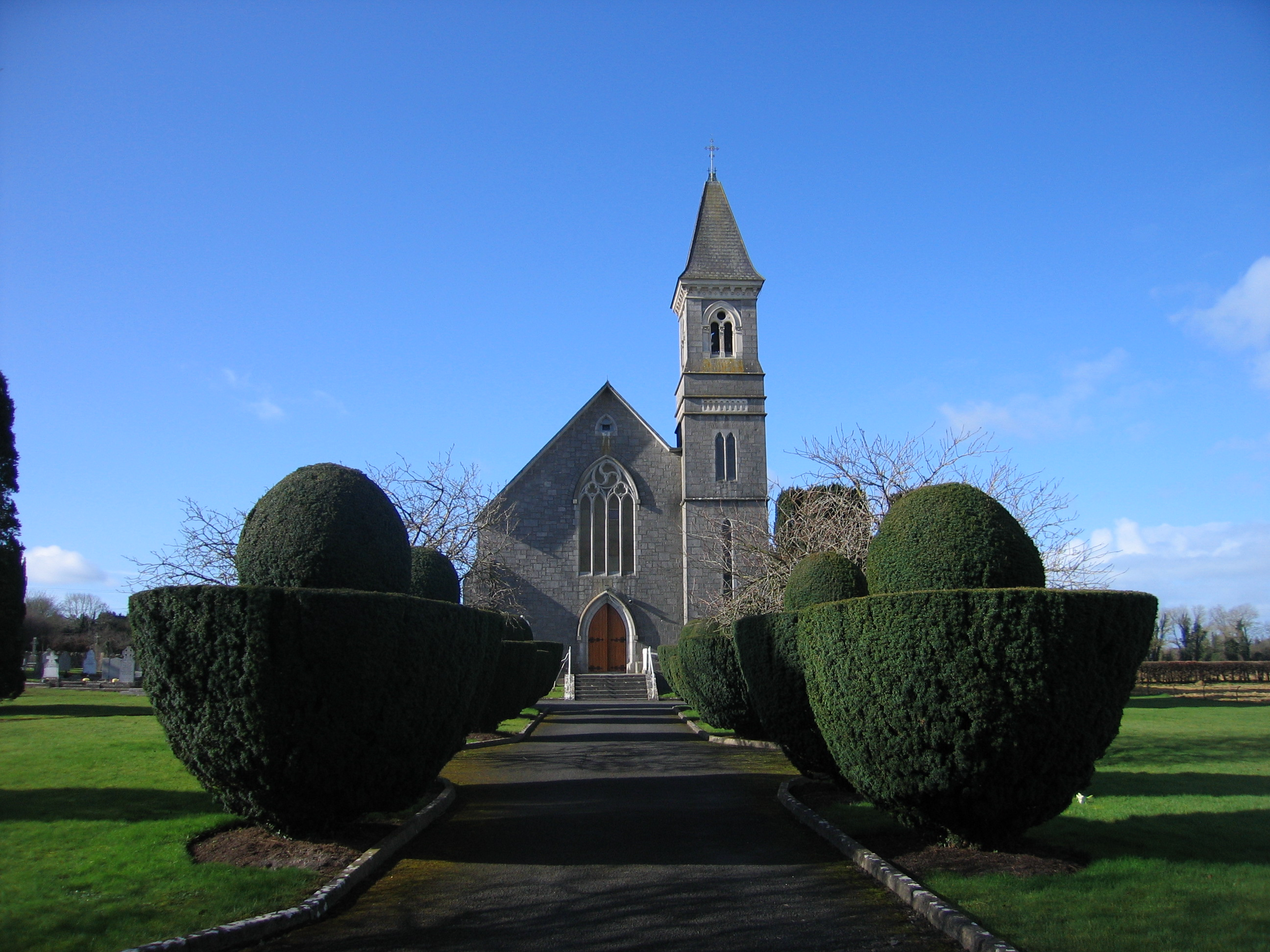
Neogotycki kościół w Emo

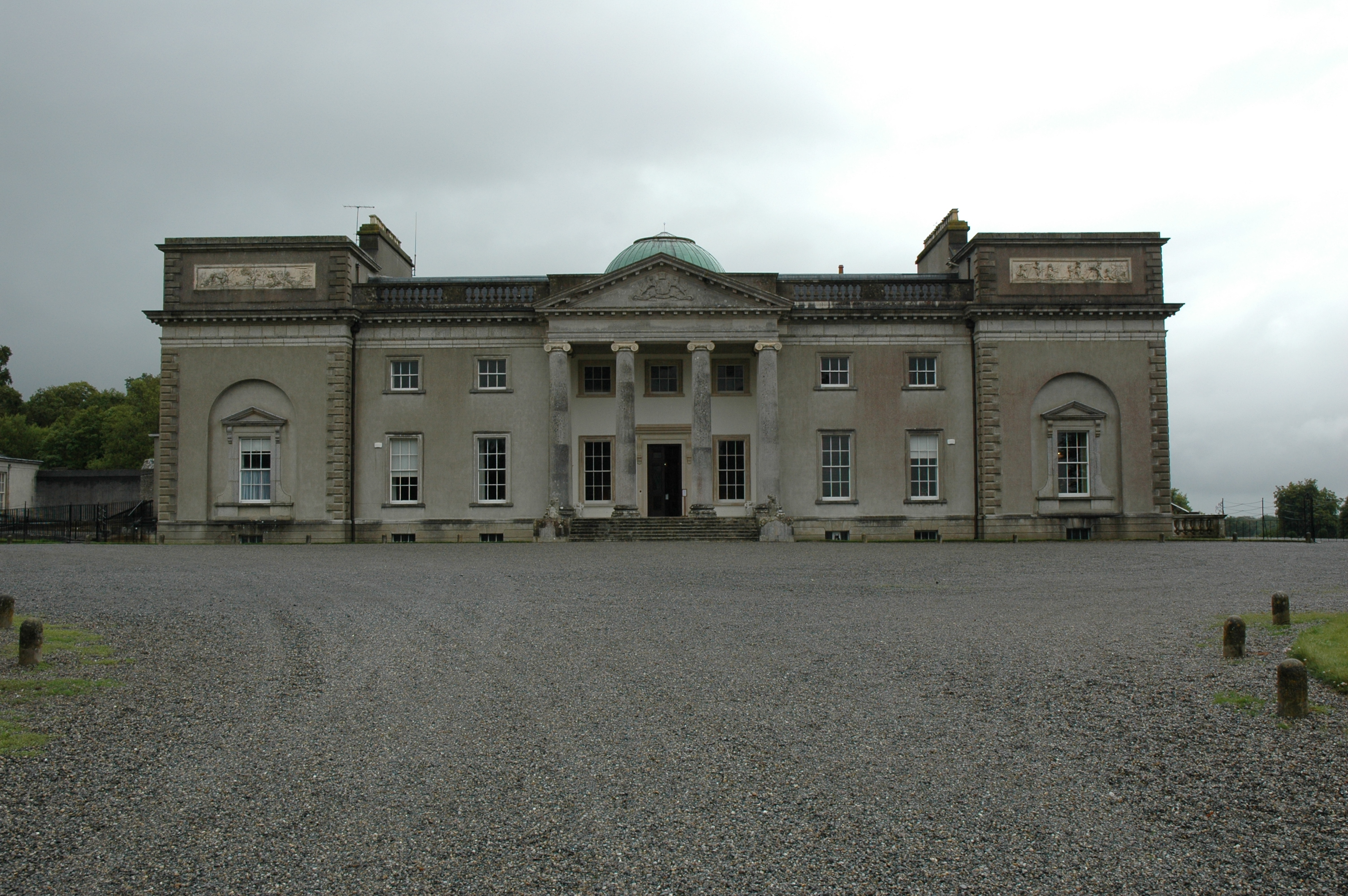
Neoklasycystyczny dwór w Emo

## Nazwy pochodzące od wsi Emo
W Ontario w Kanadzie irlandzcy emigranci pochodzący z tej okolicy założyli miasto o tej samej nazwie Emo.
Od nazwy wsi pochodzi również nazwa Emo Oil Company z siedzibą w Portlaoise, która jest dystrybutorem paliw na terenie Wielkiej Brytanii i Irlandii Północnej.